# Krzczonowice (Ostrowiec)
Pour les articles homonymes, voir Krzczonowice.
Krzczonowice est une localité polonaise de la gmina de Ćmielów, située dans le powiat d'Ostrowiec en voïvodie de Sainte-Croix.